# いなむら一志
いなむら 一志（いなむら かずし、本名：稲村 一志、1949年〈昭和24年〉2月12日 - 2014年〈平成26年〉1月4日）は、日本のフォーク歌手、シンガーソングライター。北海道夕張市生まれ。札幌市在住。血液型AB型。大学在学中から歌手・ローカルラジオ局のラジオパーソナリティとして北海道を中心に活躍し続けた。

## 人物・来歴
- 北海道夕張市生まれ。妹が1人いる[1]。中学2年の時に上川郡清水町に移住[1]。北海道清水高等学校卒業後、浪人生活を経て1968年に北海道教育大学札幌分校入学[1]。大西孝尚、伊藤 光、奥田裕志、鎌田 司ら5人で軽音楽サークル「FOLK-IN」（フォークイン）を創設する。
- 1969年 HBCラジオ「ラジオ開放大作戦」のラジオパーソナリティとなる。
- 1970年 3年生の時、佐々木幸男、伴洋一、小林光成（こばやし こうや）の4人でフォークロックバンド「第一巻第百章」を結成。
- 1971年 第4回全日本ライト・ミュージック・コンテストの北海道代表となり全国4位。（このコンテストの歴代入賞者には、吉田拓郎、赤い鳥、チューリップ、ふきのとう等がいる）
- 1972年 HBCラジオ「大きなシャツと小さなシャツ」のラジオパーソナリティ。
- 1973年 同学卒業。HBCラジオ「ほうぼう友達はじめ」のラジオパーソナリティ。自費制作アルバム「Vol.1 Chap.100」発表。
- 1974年 HBCラジオ「アローンとマリとその一味」ラジオパーソナリティを5年間続ける。
- 1975年 第9回ヤマハポプュラーソングコンテスト全国大会に、第一巻第百章「ミッドナイトグライダー」で参加（同じ大会に中島みゆき、八神純子、庄野真代、松崎しげる、渡辺真知子、小坂恭子らが参加）。
- 1977年 アルバム「Free Flight」」（第一巻第百章）をトリオレコードからリリース。
- 1979年 「アローンとマリとその一味」降板。「第一巻第百章」を解散しソロ活動を開始。
- 1980年 北海道厚生年金会館大ホール「Heat Island」コンサート開催。
- 1983年 「ほっかいどう7:30」（NHK北海道）出演。この時期流行した「一村一品」という町興しキャッチフレーズにあやかり、「一村一ソング」を提唱し、ギターを持って道内212市町村を回り、本格的な活動に入る。
- 1988年　米国テネシー州ナッシュビルにて、W.Tデビットソンのプロデュースで5曲レコーデｲング。
- 1989年　ナッシュビルで2度目の5曲レコーデｲング。ナッシュビル地元TV局「CATV」に出演。道民の1％にあたる5万人の声をコーラスにする計画を立て、ラジオやコンサートで呼びかける。
- 1990年　CATVに2度目の出演のため渡米。
- 1992年　テレビ朝日系全国ネット・ドキュメンタリー「4000キロ雁渡る」の音楽を担当。
- 1999年 岩見沢市毛陽町に「稲夢ランド」建設。STUDIO　INAMULANDでの音楽活動を開始。「ハーモニー」札幌時計台ホールにて録音。
- 2001年 息子の大（はじめ）とデュオ「Kazushi & Hajime」を結成。
- 2003年 「第一巻第百章」再結成。
- 2004年 空知管内栗沢町にある、美流渡（みると）小学校の全校児童24人の子供たちが書いた言葉をつなぎ合わせた詞に曲をつけ百周年の歌を作る[1]。
- 2005年 第一巻第百章「同輩よ」、いなむら大「若き狼」のプロデュース。
- 2014年 1月4日午前、岩見沢市内のスタジオで倒れているのが見つかり、すぐに病院に搬送されたものの死亡が確認された。享年64[2]。同年1月30日、札幌市中央区のクラップスホールにて「稲村一志を送る会〜二月の匂い〜」が執り行われた[3]。

## シングル
- 『恋は急ぎ足』（1980年 トリオレコード）
- 『第九歌謡曲（第一楽章）』（1984年 トリオレコード）
- 『星・波・風・歓喜の歌（1％北海道5万人コーラス）』（1990年 トリオレコード）
- 『グッデイ・サンシャイン』（1992年 キングレコード）
- 『ぼくの一番君が一番／ゴキゲン曜日はいつも』（TV「遊々アウトドア」テーマ曲）（1995年）
- 『Gu Choki Pa』（1997年）
- マキシシングル『CRY』デュオ＜Kazushi & Hajime＞（2001年 ロンドン録音）
- マキシシングル『好きでたまらない』デュオ＜Kazushi & Hajime＞（2002年）
- 『花咲く曲がり角』（第一巻第百章）（2003年）
- 『同輩よ』（第一巻第百章）（2005年）
- 『イマジン』（2006年）

## アルバム
- 『Vol.1 Chap.100』（第一巻第百章）（1973年 自主制作）
- 『Free Flight』（第一巻第百章）（1977年 トリオレコード）
- 『熱島現象』（1982年）
- 『TOGETHER』（ナッシュビルレコーデｲング）（1991年）
- 『いなむら一志の一村一ソング＜第1集＞（道内16市町村収録）』（1992年）
- 『ぼくは空の下　大地の上　君のそば』（1997年）
- ミニアルバム『他事騒論』（2004年）

## コンサート
- 「Heat Island」コンサート（1980年 北海道厚生年金会館大ホール）
- 中国北京市（北京第一ゴム工場）単独コンサート（1985年）
- 旧ソ連ナホトカ、ハバロフスク、北朝鮮でコンサート（1986年）

## 出演

### ラジオパーソナリティ
- 「ラジオ開放大作戦」（1969年 HBCラジオ）
- 「大きなシャツと小さなシャツ」（1972年 HBCラジオ）
- 「ほうぼう友達はじめ」（1973年 HBCラジオ）
- 「アローンとマリとその一味」（1974年 HBCラジオ・5年間）
- 「ほっからんど北海道」（1987年 NHK-FM・（3年間）
- 「稲村一志のポケットストリート」（1987年 FM北海道）
- 「今宵つれづれJAM」（1994年 FM北海道）
- 「ロック小僧の夢」（2002年 AIR-G'）
- 「After’45 ビートルズが教えてくれたこと」（2005年 HBCラジオ）
- 「親子でポン」（2005年 FM三角山放送局）
- 「いなむら一志のサタデークラブ」（2006年 HBCラジオ）
- 「いなむら一志のBeat Radio」（2008年 HBCラジオ）

### テレビ
- 「ほっかいどう7:30」（1984年 NHK）
- 「北海道中ひざくりげ」（NHK 1年間）
- 「北海道ぼうけん倶楽部」（1993年 HTB）
- 「遊々アウトドア」（1994年 HTB 4年間）
- 「遊々ゆめランド」（1998年 HTB）